# Liste des députés de la préfecture de Kōchi
Cette page liste les membres de la Chambre des représentants du Japon élus dans les circonscriptions de la préfecture de Kōchi.

## 41elégislature(1996-2000)
| Circonscription |  | Député                | Parti politique |
| --------------- |  | --------------------- | --------------- |
| 1re             |  | Kenjirō Yamahara (ja) | PCJ             |
| 2e              |  | Gen Nakatani          | PLD             |
| 3e              |  | Yūji Yamamoto (ja)    | PLD             |

## 42elégislature(2000-2003)
| Circonscription |  | Député             | Parti politique |
| --------------- |  | ------------------ | --------------- |
| 1re             |  | Teru Fukui (ja)    | PLD             |
| 2e              |  | Gen Nakatani       | PLD             |
| 3e              |  | Yūji Yamamoto (ja) | PLD             |

## 43elégislature(2003-2005)
| Circonscription |  | Député             | Parti politique |
| --------------- |  | ------------------ | --------------- |
| 1re             |  | Teru Fukui (ja)    | PLD             |
| 2e              |  | Gen Nakatani       | PLD             |
| 3e              |  | Yūji Yamamoto (ja) | PLD             |

## 44elégislature(2005-2009)
| Circonscription |  | Député             | Parti politique |
| --------------- |  | ------------------ | --------------- |
| 1re             |  | Teru Fukui (ja)    | PLD             |
| 2e              |  | Gen Nakatani       | PLD             |
| 3e              |  | Yūji Yamamoto (ja) | PLD             |

## 45elégislature(2009-2012)
| Circonscription |  | Député             | Parti politique |
| --------------- |  | ------------------ | --------------- |
| 1re             |  | Teru Fukui (ja)    | PLD             |
| 2e              |  | Gen Nakatani       | PLD             |
| 3e              |  | Yūji Yamamoto (ja) | PLD             |

## 46elégislature(2012-2014)
| Circonscription |  | Député             | Parti politique |
| --------------- |  | ------------------ | --------------- |
| 1re             |  | Teru Fukui (ja)    | PLD             |
| 2e              |  | Gen Nakatani       | PLD             |
| 3e              |  | Yūji Yamamoto (ja) | PLD             |

## 47elégislature(2014-2017)
| Circonscription |  | Député             | Parti politique |
| --------------- |  | ------------------ | --------------- |
| 1re             |  | Gen Nakatani       | PLD             |
| 2e              |  | Yūji Yamamoto (ja) | PLD             |

## 48elégislature(2017-2021)
| Circonscription |  | Député             | Parti politique |
| --------------- |  | ------------------ | --------------- |
| 1re             |  | Gen Nakatani       | PLD             |
| 2e              |  | Hajime Hirota (ja) | SE              |

## 49elégislature(2021-)
| Circonscription |  | Député        | Parti politique |
| --------------- |  | ------------- | --------------- |
| 1re             |  | Gen Nakatani  | PLD             |
| 2e              |  | Masanao Ozaki | PLD             |